# Glomeris
Glomeris är ett släkte av mångfotingar som beskrevs av Pierre André Latreille 1802/1803. Glomeris ingår i familjen klotdubbelfotingar.

## Bildgalleri

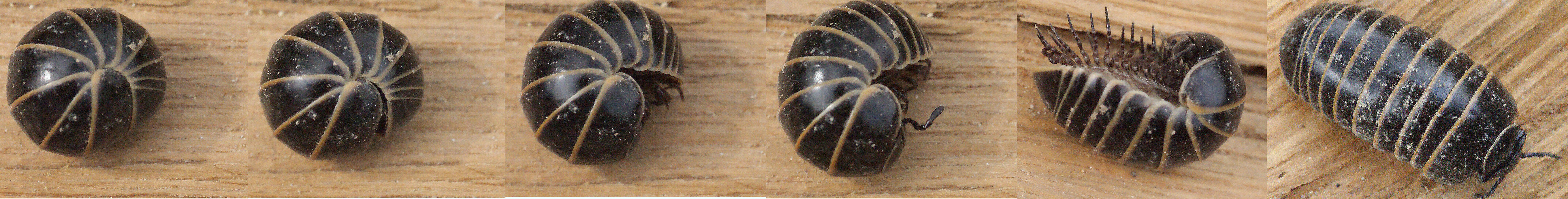

## Dottertaxa tillGlomeris, i alfabetisk ordning[1][2]
- Glomeris albida
- Glomeris albidonigra
- Glomeris alluaudi
- Glomeris annulata
- Glomeris aurita
- Glomeris balcanica
- Glomeris bicolor.
- Glomeris bimaculata
- Glomeris bureschi
- Glomeris carpathica
- Glomeris castanea
- Glomeris cingulata
- Glomeris connexa
- Glomeris conspersa
- Glomeris contraria
- Glomeris crassitarsis
- Glomeris dalmatina
- Glomeris dionysii
- Glomeris distichella
- Glomeris dorsosanguine
- Glomeris esterelana
- Glomeris euganeorum
- Glomeris flavolimbata
- Glomeris flavomaculata
- Glomeris formosa
- Glomeris fuscomarmorata
- Glomeris genuensis
- Glomeris gomerana
- Glomeris guttata
- Glomeris helvetica
- Glomeris hexasticha
- Glomeris hispanica
- Glomeris humbertiana
- Glomeris ibizana
- Glomeris inferorum
- Glomeris infuscata
- Glomeris infuscatus
- Glomeris intermedia
- Glomeris interrupta
- Glomeris irrorata
- Glomeris iudicaria
- Glomeris judicaria
- Glomeris klugi
- Glomeris klugii
- Glomeris kubana
- Glomeris larii
- Glomeris latemarginata
- Glomeris lepida
- Glomeris ligurica
- Glomeris limbata
- Glomeris longaronensis
- Glomeris lugubris
- Glomeris lunatosignata
- Glomeris lusitana
- Glomeris maculata
- Glomeris maculosa
- Glomeris maerens
- Glomeris malmivaga
- Glomeris marginata
- Glomeris marmorata
- Glomeris norica
- Glomeris numidia
- Glomeris obsoleta
- Glomeris occidentalis
- Glomeris occultocolorata
- Glomeris ornata
- Glomeris oropensis
- Glomeris pachytelopoda
- Glomeris perplexa
- Glomeris pielachiana
- Glomeris plumbea
- Glomeris primordialis
- Glomeris primoridialis
- Glomeris prominens
- Glomeris pulchra
- Glomeris pustulata
- Glomeris quadrifasciata
- Glomeris quadripunctata
- Glomeris romana
- Glomeris rugifera
- Glomeris sanguinicolor
- Glomeris saussurei
- Glomeris schubarti
- Glomeris sinensis
- Glomeris solis
- Glomeris stammeri
- Glomeris stellifera
- Glomeris strasseri
- Glomeris sublimbata
- Glomeris tetrasticha
- Glomeris transalpina
- Glomeris tridentina
- Glomeris undulata
- Glomeris zonata